# Krępa Kaszubska
Krępa Kaszubska (kaszb. Krãpa, niem. Krampe) – wieś kaszubska w Polsce położona w województwie pomorskim, w powiecie lęborskim, w gminie Nowa Wieś Lęborska w pobliżu drogi wojewódzkiej nr .
W latach 1975–1998 miejscowość administracyjnie należała do województwa słupskiego.
Inne miejscowości o nazwie Krępa: Krępa, Krępiec